# V pasti (film, 1956)
V pasti je československé filmové drama z roku 1956 režiséra Alfréda Radoka, natočené podle povídky Theodora Dreisera Půjdete na chvíli ke mně? Snímek je natočen ve stylu noir.

## Děj
Americký politik Ed Gregory tráví čas těsně před volbami v utajení v hotelu, aby unikl snahám protistrany o jeho kompromitaci. Společnost mu dělá pouze přítel Blount, který na něj dohlíží. V hotelu je ubytována též půvabná pianistka Imogene, která se snaží ženatého Eda svádět. Ten tuší, že jde o další pokus o kompromitaci ze strany jeho politických protivníků, přesto se však do ní zamiluje. Blount Eda důrazně varuje, a ten se pokouší z Imogene získat přiznání. Ta skutečně dozná, že byla nastrčena lidmi z okruhu starosty, Edova politického konkurenta. Zároveň však říká, že byla zmanipulována, a teď když Eda blíže poznala, tak už proti němu nemá nečistých úmyslů. Ed trvá na tom, že se musí rozloučit. Imogene zdánlivě souhlasí a políbí ho na rozloučenou. V tom se z roští vynoří fotograf a líbající se dvojici vyfotografuje. Ed poznává, že byl oklamán. V závěru filmu jsme svědky, jak se snímek polibku objevuje v nesčetných novinových plátcích a je evidentní, že snahy o Edova protivníka o jeho diskreditaci před volbami byly více než úspěšné. 

## Herecké obsazení
| Karel Höger    | Ed Gregory |
| Dana Medřická  | Imogene    |
| Bohuš Záhorský | Blount     |

## Zajímavosti
- Jedná se o první film, natočený Československou televizí.[1]
- Závěr filmu s nevinným polibkem, střihem záměrně připomíná slavnou scénu z filmu Občan Kane, jehož byl režisér Radok velkým obdivovatelem.